# Štěpán Széchenyi
Hrabě István Széchenyi [ˈiʃtvaːn ˈseːʧeːɲi]IPA, (nebo také Štěpán Széchenyi; maďarsky Gróf Széchenyi István; 21. září 1791, Vídeň – 8. duben 1860, Döbling) byl uherský šlechtic, politik, maďarský národní hrdina a spisovatel. Pocházel z významného rodu Széchenyiů.

## Život

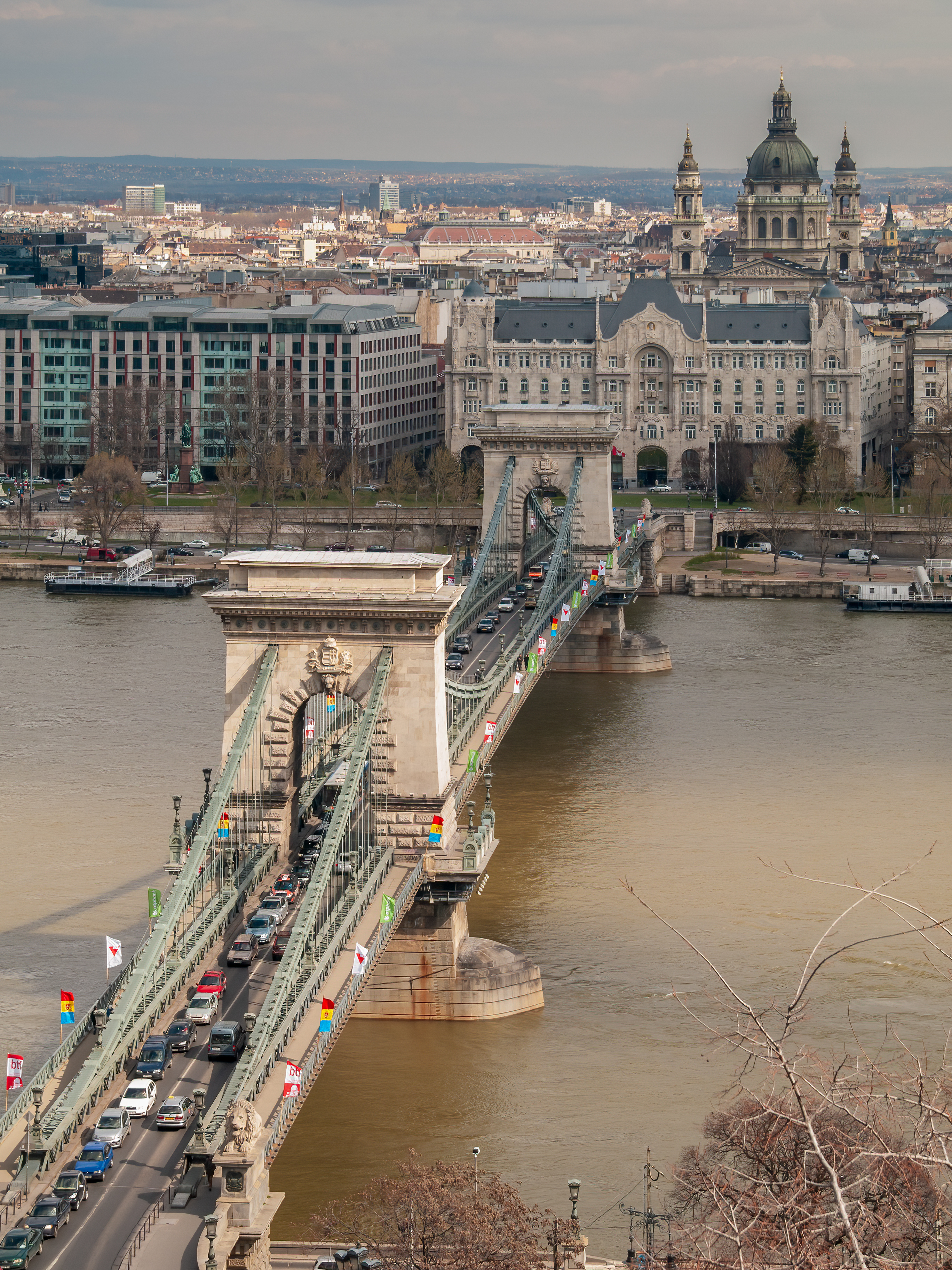
Széchenyiho řetězový most v Budapešti

István Széchenyi se narodil 21. září 1791 ve Vídni. Jeho otec František de Paula Széchényi byl zakladatelem Maďarského národního muzea (Magyar Nemzeti Múzeum) a Maďarské národní knihovny, která dnes nese jeho jméno (Országos Széchényi Könyvtár).
Pro svou politickou a veřejnou činnost je István Széchenyi nazýván „největší Maďar“. V mládí se dal na vojenskou dráhu, vyznamenal se za napoleonských válek. Kvůli svým názorům však z armády odešel. Pracoval poté v zemích západní Evropy. Zde si uvědomil zaostalost Uher a svými hospodářsko-politickými díly Hitel („Úvěr“), Világ („Svět“) a Stadium („Stádium“) vytvořil teoretický základ maďarského reformního hnutí.
Patřil k největším strůjcům maďarského reformního hnutí v letech 1825 až 1848 a k hlavním představitelům Maďarské revoluce a boje za nezávislost v letech 1848–49. Působil jako ministr dopravy, ovšem po porážce revoluce se nervově zhroutil a odešel do psychiatrické léčebny v Döblingu u Vídně.
István Széchenyi se v Uhersku také zasloužil o:
- založení Maďarské akademie věd[2] (dnešní Magyar Tudományos Akadémia),
- trvalé spojení Budína a Pešti řetězovým mostem, který nese jeho jméno – Széchenyiho řetězový most (Széchenyi Lánchíd),
- provoz parních lokomotiv,
- parolodní dopravu po Dunaji a Balatonu,
- regulaci toku středního Dunaje (kolem Železných vrat) a Tisy,
- vybudovaní zimního přístavu v Budě,
- chov koní a pořádání koňských dostihů,
- zřízení Obchodní banky.

Hrabě Štěpán Széchenyi zemřel 8. dubna 1860 ve vídeňském Döblingu.

### Manželství a rodina
V roce 1818 se seznámil s Marií Krescencií ze Seilernu, manželkou o dvacet let staršího Karla Antonína Zichyho a v srpnu 1824 se sblížili. Po smrti Karla Zichyho v roce 1834 se o osm let mladší Marie Krescencie za Széchenyiho dne 4. února 1836 provdala a přijala maďarské občanství. Z prvního manželství měla Marie Krescencie již sedm dětí. Z jejího druhého manželství se narodili dva synové a dcera, která však zemřela krátce po narození.
- Béla Štěpán (3. 2. 1837, Pešť – 2. 12. 1918, tamtéž), ženatý od roku 1870 s Johanou Erdődyovou (10. 4. 1846 – 18. 10. 1872, Nagycenk)
- Otto Jiří (14. 12. 1839, Prešpurk – 24. 3. 1922, Konstantinopol), první důstojník budapešťského Hasičského záchranného sboru, první prezident Národní asociace Hasičského záchranného sboru Maďarska. Na základě zkušeností ze zahraničí založil první moderní hasičský sbor v Budapešti, zpočátku jako dobrovolnická organizace a 1. února 1870 došlo k založení prvního 12členného placeného hasičského sboru. Hrabě Széchenyi byl vedoucí důstojník obou organizací. V roce 1874 odcestoval na pozvání sultána do Turecka, aby založil hasičský sbor v Konstantinopoli, kde následně zůstal až do své smrti. Za své úspěchy získal titul paša. Byl dvakrát ženatý: I. od roku 1864 s Irmou Almayovou (19. 9. 1844, Pešť – 19. 2. 1891, Vídeň), II. s Eftálií Christopulosovou (13. 5. 1854, Konstantinopol – 9. 6. 1918, tamtéž),
- Julie (15. 1. 1844, Prešpurk – 31. 1. 1844, tamtéž)

## Galerie

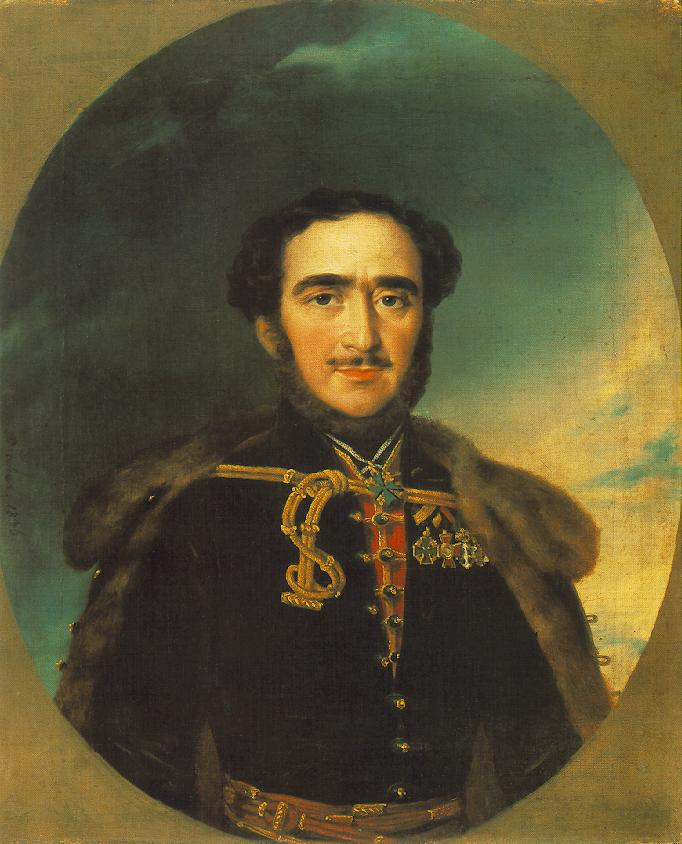
István Széchenyi
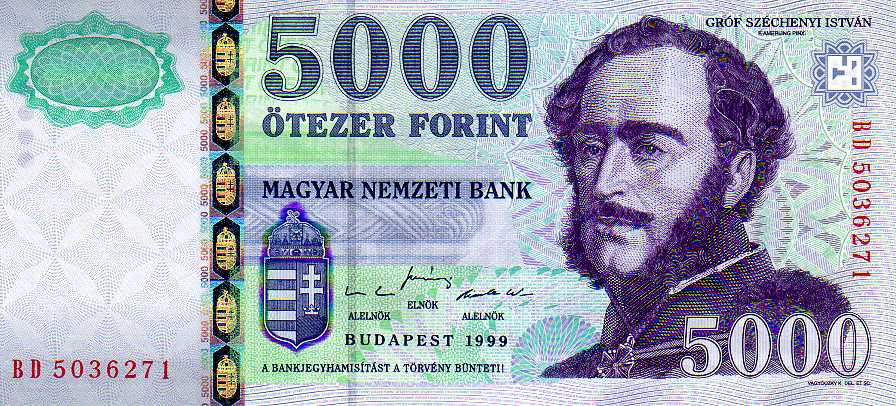
István Széchenyi na bankovce (5000 forintů)
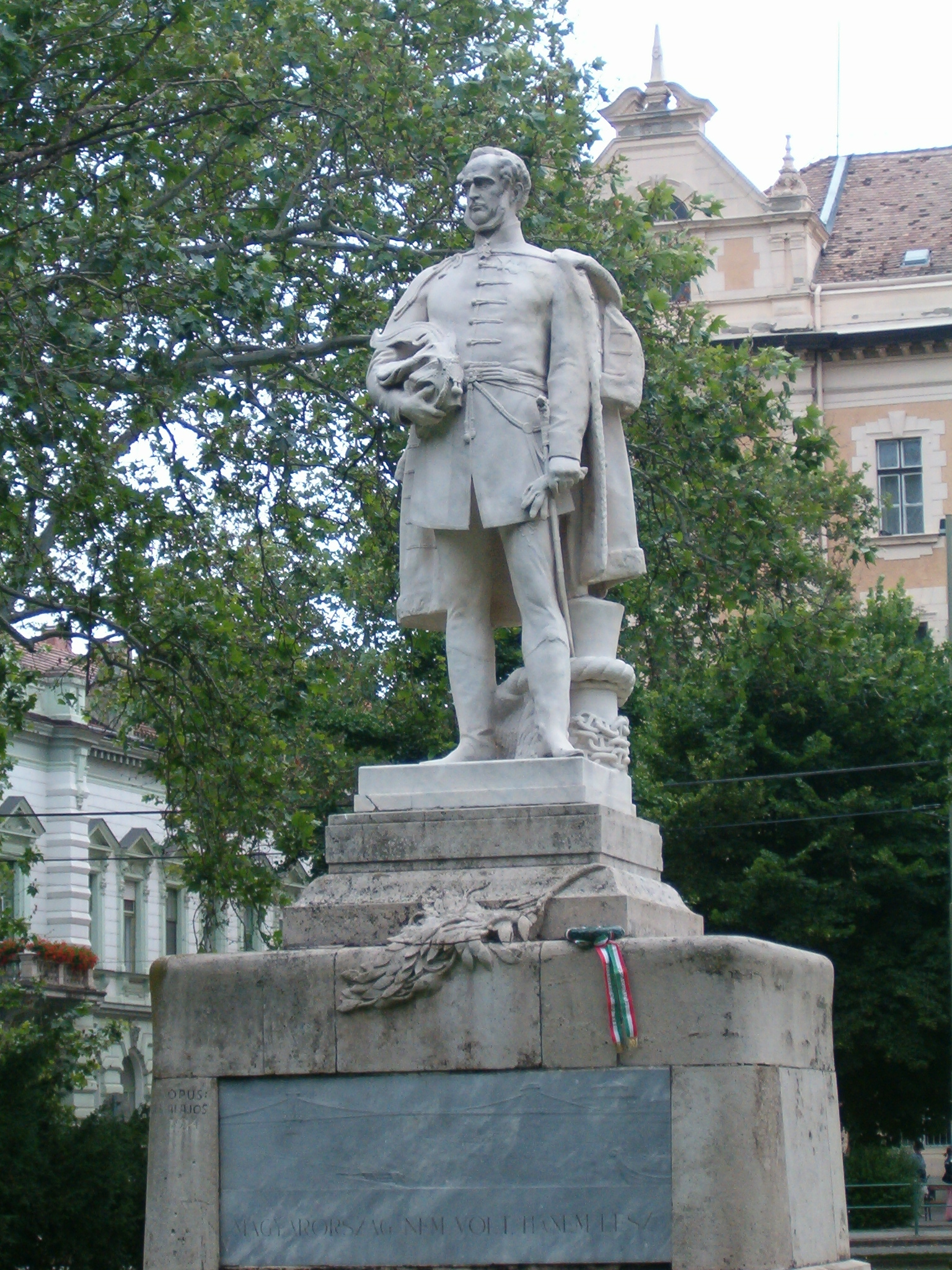
Pomník Szécheniho v Segedíně
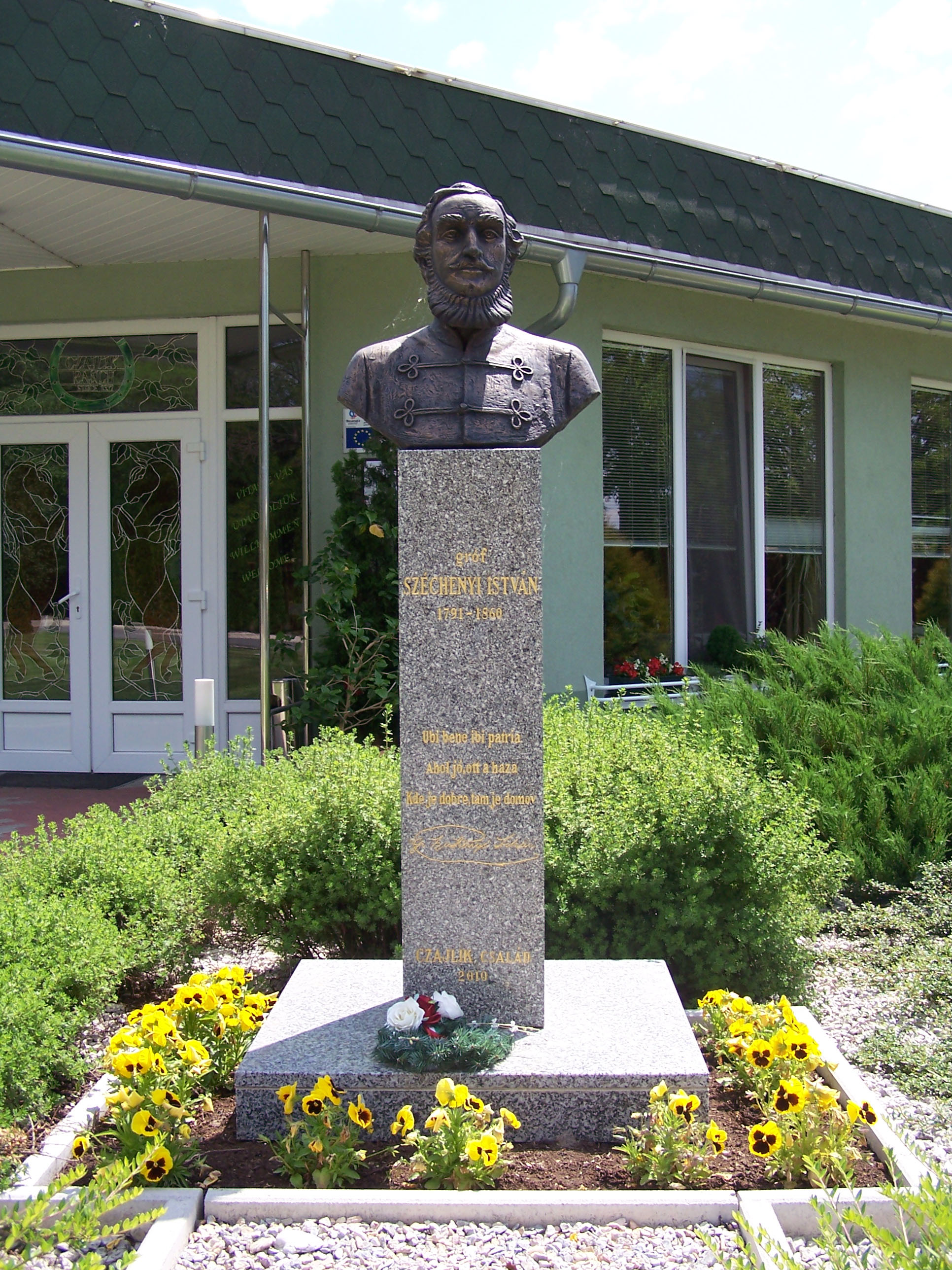
Pomník v obci Dunajský Klátov